# Youssef Ezzejjari
Youssef Ezzejjari Lhasnaoui (* 10. Mai 1993 in Santa Coloma de Gramenet) ist ein spanisch-marokkanischer Fußballspieler.

## Karriere
In der Jugend von Espanyol Barcelona ausgebildet, spielte Ezzejjari anschließend für diverse unterklassige spanische Vereine sowie bei der „Nike Academy“ in England. Im Sommer 2020 wechselte er dann zum andorranischen Erstligisten CE Carroi. Ein Jahr später schloss er sich erst Persik Kediri in der indonesischen Liga 1 an und im Mai 2022 ging er von dort weiter zum Ligarivalen Bhayangkara FC. Im Januar 2023 unterschrieb der Mittelstürmer einen Vertrag beim thailändischen Erstligisten Khon Kaen United FC. Für den Verein aus Khon Kaen bestritt er sechs Erstligaspiele. Nach der Saison wurde sein Vertrag im Sommer 2023 nicht verlängert. Am 1. August 2023 ging er nach Malaysia, wo er einen Vertrag beim Erstligisten Negeri Sembilan FC in Negeri Sembilan unterschrieb. Doch schon Anfang Dezember verließ er den Verein wieder und ging zum Visakha FC in die Cambodian Premier League.